# ヘンリー・オブ・ハンティングドン
ヘンリー・オブ・ハンティングドン（Henry of Huntingdon、1080年頃 - 1160年）はノルマン朝イングランドの時代の人物でハンティングドン教区の支部の責任者であった。またブリテン島の歴史を書いた人物としても知られる。
彼は『アングル人の歴史(Historia Anglorum)』の著者として知られ、その書で紀元前43年のローマの侵入から1154年のヘンリー2世の戴冠まで記述している。記述の半分以上が他の著作の引用からなり、その引用の中ではベーダの『イングランド教会史』の占める割合が多い。実際に彼の書いたと思われる記述は1126年から1154年までであり、その中でのいくつかの出来事、例えばヘンリー1世、ヘンリー2世、スティーブンの治世の混乱状態は彼が実際に見聞きした事であったと思われる。また彼は歴史の記述が物語の構成としては優れており、後世の歴史家たちに好まれ、また影響力を与えた。